# Radoslav Augustín
Radoslav Augustín (* 5. Januar 1987 in Bratislava) ist ein slowakischer Fußballspieler. Der Mittelfeldspieler steht seit 2016 beim österreichischen Verein SV Großkrut unter Vertrag.

## Jugend
Augustín spielte in der Jugend in seiner Heimatstadt für ŠK Slovan Bratislava.

## Vereinskarriere
Den ersten Profivertrag bekam Augustín im Jahr 2005 bei belgischem Zweitligisten UR Namur, wo er nur sechs Monate gespielt hat. Drei Spielzeiten war er bei Inter Bratislava, wo er 2008 mit der Mannschaft so die slowakische Meisterschaft wie auch den slowakischen Pokal gewonnen hat, aber letztendlich kaum gespielt hat. In der Spielzeit 2006/07 war er zum FC Senec ausgeliehen worden. Beim tschechischen Hauptstadtverein Bohemians im Jahr 2009 hat er auch kaum gespielt. In der Saison 2010/11 war er der Kapitän der Mannschaft von slowakischem Zweitligisten FC Petržalka 1898, die Mannschaft erreichte den dritten Platz und Augustín wurde zum zweitbesten Spieler der zweithöchsten slowakischen Liga gewählt. Im Juli 2011 wechselte er zu seinem Jugendverein ŠK Slovan Bratislava. Nach diversen Ausleihen spielt er seit 2015 in Österreich.

## Nationalmannschaft
Augustín spielte in der slowakischen U-17-, U-19- und U-21-Nationalmannschaft insgesamt neun Partien und erzielte dabei zwei Tore.